# Grigore Grigoriu (fotbalist)
Grigore Grigoriu (n. 1889 - d. aprox 1975) a fost un fotbalist român care a jucat pe postul de mijlocaș.
În perioada 1918-1923 activează ca jucător al clubului Venus București, fiind chiar titular al echipei.
În anul 1919 este angajat strungar la Atelierele CFR Grivița, iar în 1923, împreună cu un grup de muncitori (Geza Ginzer, Teofil Copaci, Tudor Petre), înființează un club feroviar, CFR București, devenind primul căpitan al echipei.
În 1924 părăsește clubul înființat la inițiativa sa în favoarea noii echipe, Juventus București, în dorința obținerii de performanțe. Activează aici până în anul 1929.

## Palmares
- Câștigător al campionatului național (1919-1920, 1921-1922)